# Antique Olive
Antique Olive ist eine Serifenlose Linear-Antiqua. Zwischen 1962 und 1966 wurde sie von Roger Excoffon als Hausschrift für die Air France entworfen. Wie die Franklin Gothic zählt auch die Antique Olive zu den „amerikanischen“ Groteskschriften. Sie wurde von der australischen Fluggesellschaft Qantas und der CDU als Hausschrift verwendet.

## Verwendung der Schrift (Beispiele)

Beispiele für die Verwendung der Antique Olive Nord
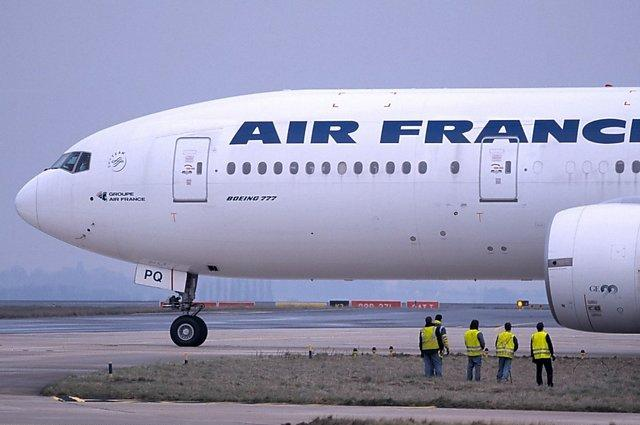
Eine Linienmaschine der Air France mit dem Firmenlogo bis 2008.
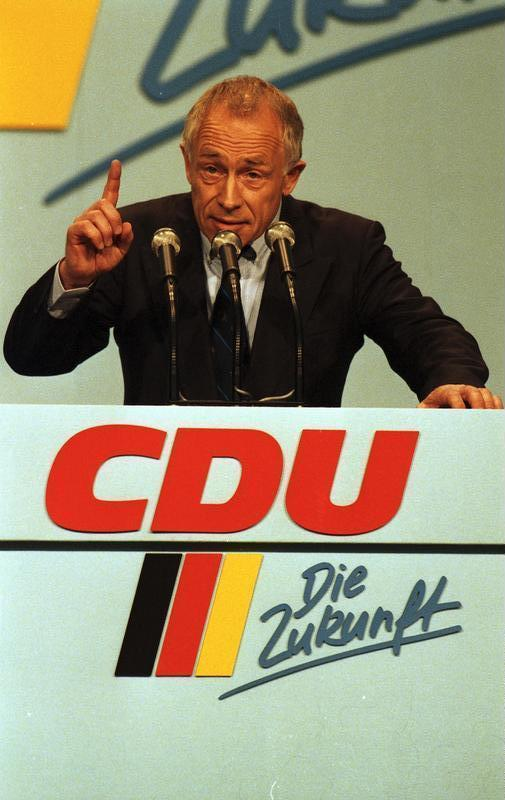
Heiner Geißler am Rednerpult des Bundesparteitags der CDU (1986).
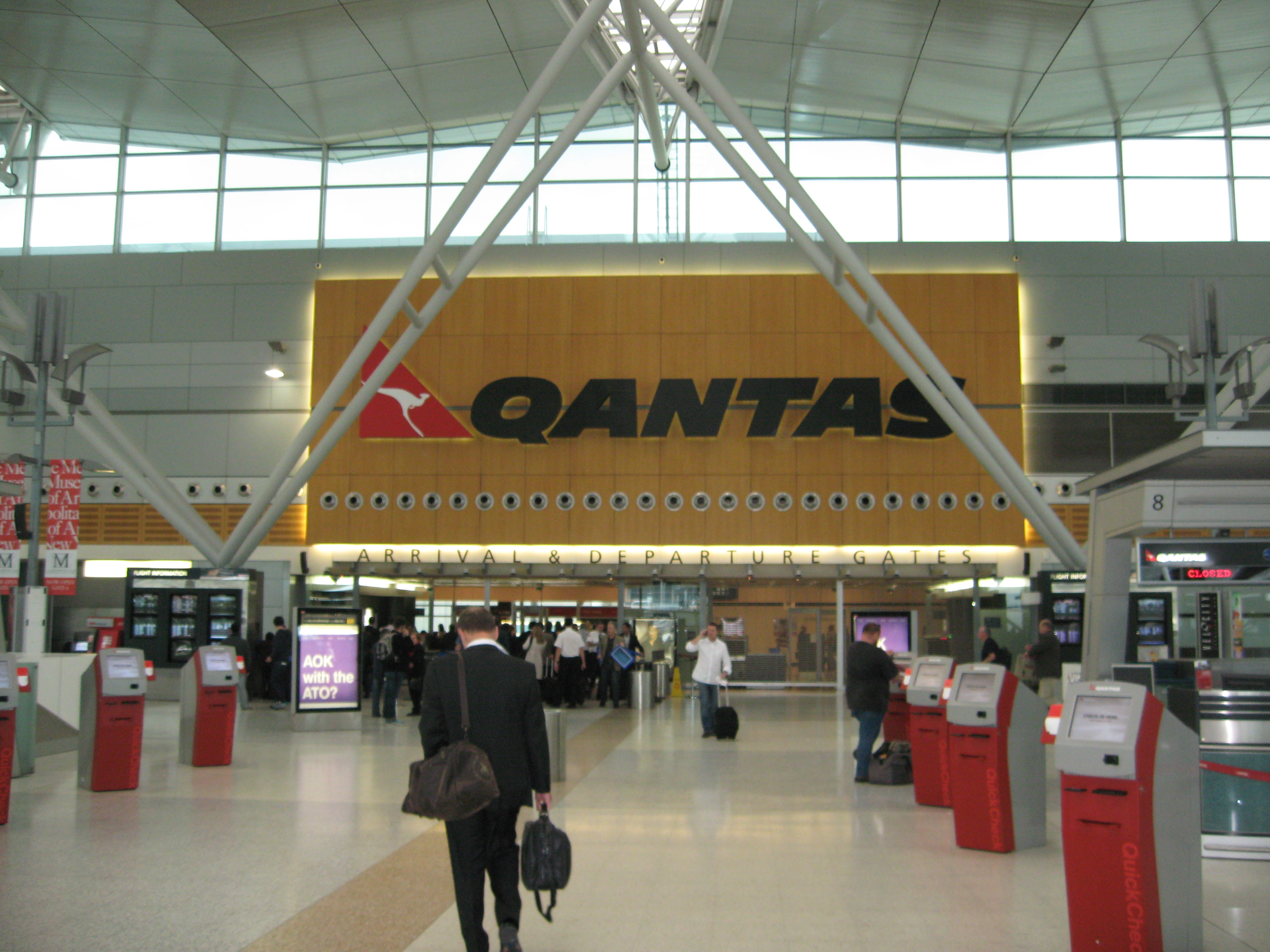
Logo der australischen Fluggesellschaft Qantas (Sydney, 2009).
Logo der indischen Fluggesellschaft Air India
Logo der RAFI

Andere Beispiele für die Verwendung der Antique Olive
Logo des Audioherstellers Beyerdynamic
Auch die Fluggesellschaft Interflug verwendete die Antique Olive in einer leicht abgeänderten Version für ihren Firmennamen.